# Sona Diabaté
Sona Diabaté (* 1959 in Tiro, Guinea) ist eine westafrikanische Sängerin.
Ihr Vater war der Sänger Hadji Djeli Fodé Diabaté, der sie neben dem Singen auch das Spielen des Balafon lehrte. Nach der Schule startet sie eine Karriere als Griot-Sängerin. Nachdem sie Miriam Makeba (die damals in Guinea lebte) kennenlernte, stieg sie bei Afrikas erster Frauen-Band Les Amazones de Guinée ein.
1996 erreichte das Lied Garé-Garé Platz 3 der World Music Charts Europe.
Sie gastierte auch beim Würzburger Africa Festival. In Europa trat sie in der Weltmusikgruppe Argile auf.

## Alben
- Sons de la savane (1983)
- Kankele-Ti (1988)
- Garé Garé (1996)
- Argile feat. Sona Diabaté: live in Africa & Europe (1998)
- Argile present Mandingo Festival (2000).